# Patroa do PCC
Elaine Souza Garcia (1990 ou 1991), mais conhecida como Patroa ou Patroa do PCC, é uma mulher conhecida por sua ligação com o PCC e grupos do novo cangaço, controlando a venda de armas, drogas e mortes encomendadas na região onde atuava. Ela foi presa em 10 de setembro de 2024 em operação do Ministério Público de São Paulo com a Polícia Federal.

## Biografia
Elaine Souza Garcia era parte de uma quadrilha que realizava vendas para pessoas ligadas ao novo cangaço, especialmente megaroubos a bancos, ações que contam com carros forte e armas de grosso calibre. Ela era responsável pelo tráfico de drogas e armas, além de receber retornos sobre assassinatos de rivais. Diogo Ernesto Nascimento Santos, o Pantera, seu esposo, a conheceu por ser matador de aluguel, e ambos se casaram. Pantera e seu irmão, Fleques Pereira Lacerda, foram os precurssores do PCC no Piauí. Segundo o Tribunal de Justiça de São Paulo, ela é membro do PCC desde 2021. Em dezembro de 2023, Fleques foi assassinado em uma emboscada em Osasco, o que levou a uma guerra do PCC no Piauí. Após sua morte, Pantera assumiu o comando da organização, discutindo com Patroa sobre o espólio do grupo. Porém, ele foi preso, e a Patroa assumiu o comando em seu lugar. As armas eram fornecidas por Jakson Oliveira Santos, o Dako, um dos criminosos mais procurados do país em 2024. Ela é um Colecionador, Atirador Desportivo e Caçador (CAC) e foi filmada treinando com fuzil com mira telescópia. Há um vídeo do mesmo treino de Pantera atirando. No vídeo, o treimamento de ambos foi de responsabilidade de Otávio Alex Sandro Teodoro de Magalhães, o Terrorista, que também vendia armas para o grupo. As imagens foram obtidas pelo Cidade Alerta da RecordTV.

## Prisão
Seu inquérito foi aberto em abril de 2023 após roubo de banco em Confresa. Em agosto, Elaine já havia sido indicada por associação criminosa. Na ocasião, ela foi acusada de movimentar R$ 3.374.909 em seis meses, usando empresas falsas como M8 Indústria de Autopeças Eireli. Sua defesa pediu pela revogação da prisão, o que foi negado pela Justiça. Elaine e Diogo foram presos em 10 de setembro de 2024 na Operação Baal, do Grupo de Atuação Especial de Combate ao Crime Organizado (Gaeco) do Ministério Público de São Paulo (MPSP) com a Polícia Federal (PF) por organização criminosa e lavagem de capitais. Elaine é estudante de Direito e na ocasião de sua prisão, estava prestes a começar um estágio no MPSP na cidade de Itapeva. Ao todo, em 2024, 18 pessoas foram presas por associação ao novo cangaço, com quatro CACs sendo acusados de fornecer munições ao grupo.